# Mimacraea pseudepaea
Mimacraea pseudepaea är en fjärilsart som beskrevs av Schultze och Aurivillius 1910/11. Mimacraea pseudepaea ingår i släktet Mimacraea och familjen juvelvingar. Inga underarter finns listade i Catalogue of Life.